# Eric Stephenson
Joseph Eric Stephenson, född 17 september 1914 i Bexleyheath, London, England, död 8 september 1944, var en engelsk professionell fotbollsspelare. 
Stephenson började och spelade hela sin fotbollskarriär som vänsterinner i Leeds United där han spelade totalt 143 matcher och gjorde 28 mål, varav 111 ligamatcher och 21 ligamål, mellan 1935 och 1941.
Han spelade dessutom två landskamper för England.